# Newton megye (Mississippi)
Newton megye az Amerikai Egyesült Államokban, azon belül Mississippi államban található. Megyeszékhelye Decatur, legnagyobb városa Union. Newton megye Neshoba, Jasper, Leake, Scott, Smith, Clarke, Lauderdale és Kemper megyékkel határos.

## Népesség
A megye népességének változása:
| Lakosok száma | 21 681 | 21 499 | 21 568 | 21 689 | 21 747 | 21 291 |
|               | 2010   | 2011   | 2012   | 2013   | 2015   | 2020   |